# Raumbildentfernungsmesser
Der Raumbildentfernungsmesser ist ein optisches Gerät zur Entfernungsmessung, das vor allem im militärischen Bereich Anwendung fand. Es benutzt den stereoskopischen Effekt und stellt daher an das räumliche Sehvermögen der Bediener und deren Ausbildung höhere Anforderungen als Koinzidenzentfernungsmesser, die nur ein Okular haben.

## Entwicklung
Carl Pulfrich, Leiter der Abteilung für optische Messinstrumente bei Carl Zeiss, konstruierte 1899 den ersten praktikablen Raumbildentfernungsmesser auf Basis eines Patents von Hector Alexander de Grousilliers.

## Funktionsprinzip

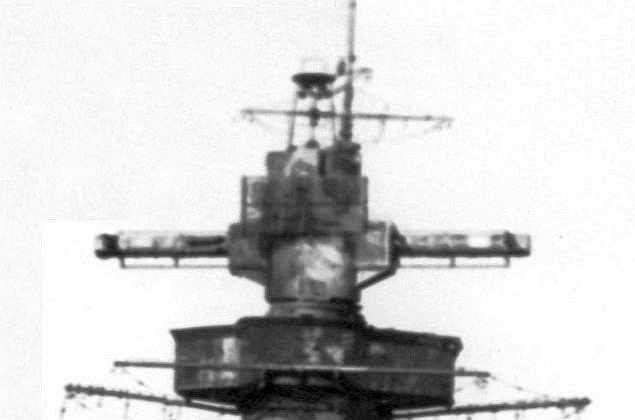
Raumbildentfernungsmesser auf der Brücke des deutschen Panzerschiffes Admiral Graf Spee

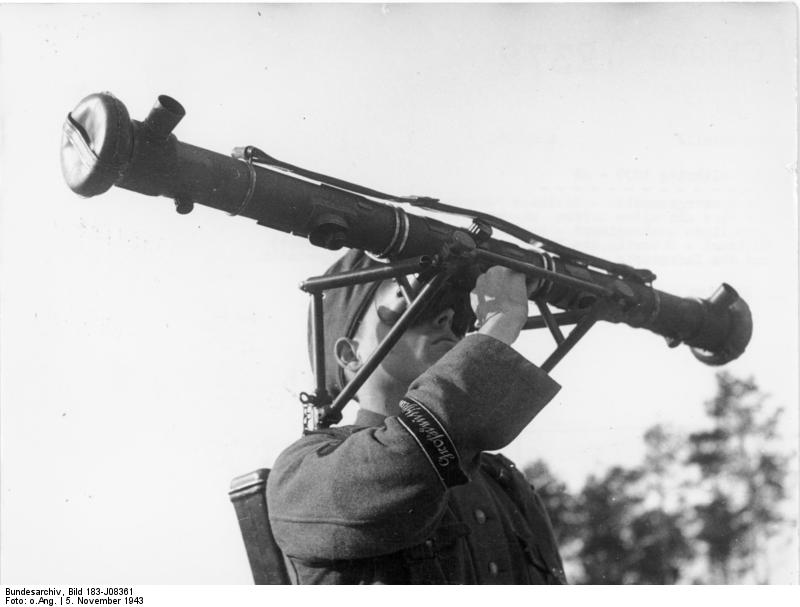
Tragbarer Raumbildentfernungsmesser zur Flugabwehr aus dem 2. Weltkrieg

Mit dem Raumbildentfernungsmesser, der entlang einer Basislinie über zwei Fernrohre verfügt, wird das anvisierte Objekt beidäugig beobachtet. Die Bilder vom rechten und linken Fernrohr unterscheiden sich leicht und in diese Bilder werden Messmarken eingeblendet. Es gibt das Konstruktionsprinzip mit fester Skala und wandernder Marke:
- Bei fester Skala weisen die Marken für das rechte und linke Fernrohr verschiedene stereoskopische Parallaxen auf, die in unterschiedlichem Abstand im Bild erscheinen. Im Bild entsteht der Eindruck, dass diese Marken eine Reihe darstellen, die in die Tiefe führt. Die Entfernung zum anvisierten Ziel kann an der Marke abgelesen werden, die dem Beobachter den gleichen Abstand wie das Zielobjekt vermittelt.
- Bei wandernder Marke wird in beiden Strahlgängen nur eine einzelne Marke eingeblendet, die aber in Tiefenrichtung im Bild bewegt werden kann. Die Marke wird neben das Beobachtungsobjekt verschoben und anhand der Markenbewegung in der Optik des Entfernungsmessers kann die Entfernung ermittelt werden.

Raumbildentfernungsmesser wurden vor allem zur Flugabwehr eingesetzt, weil dort der Nachteil der aufwendigeren Bedienung durch die Fähigkeit ausgeglichen wurde, sich schnell bewegende Objekte vor kontrastlosem Hintergrund gut verfolgen zu können.